# Norinco
China North Industries Corporation (chinesisch 北方工業 / 北方工业, Pinyin Běifāng Gōngyè – „Nord-Industrie“), mit dem offiziellen englischen Namen Norinco, ist ein chinesisches Industrieunternehmen mit den Schwerpunkten Maschinenbau, Fahrzeugbau, Anlagentechnik und Rüstungstechnologie.

## Geschichte

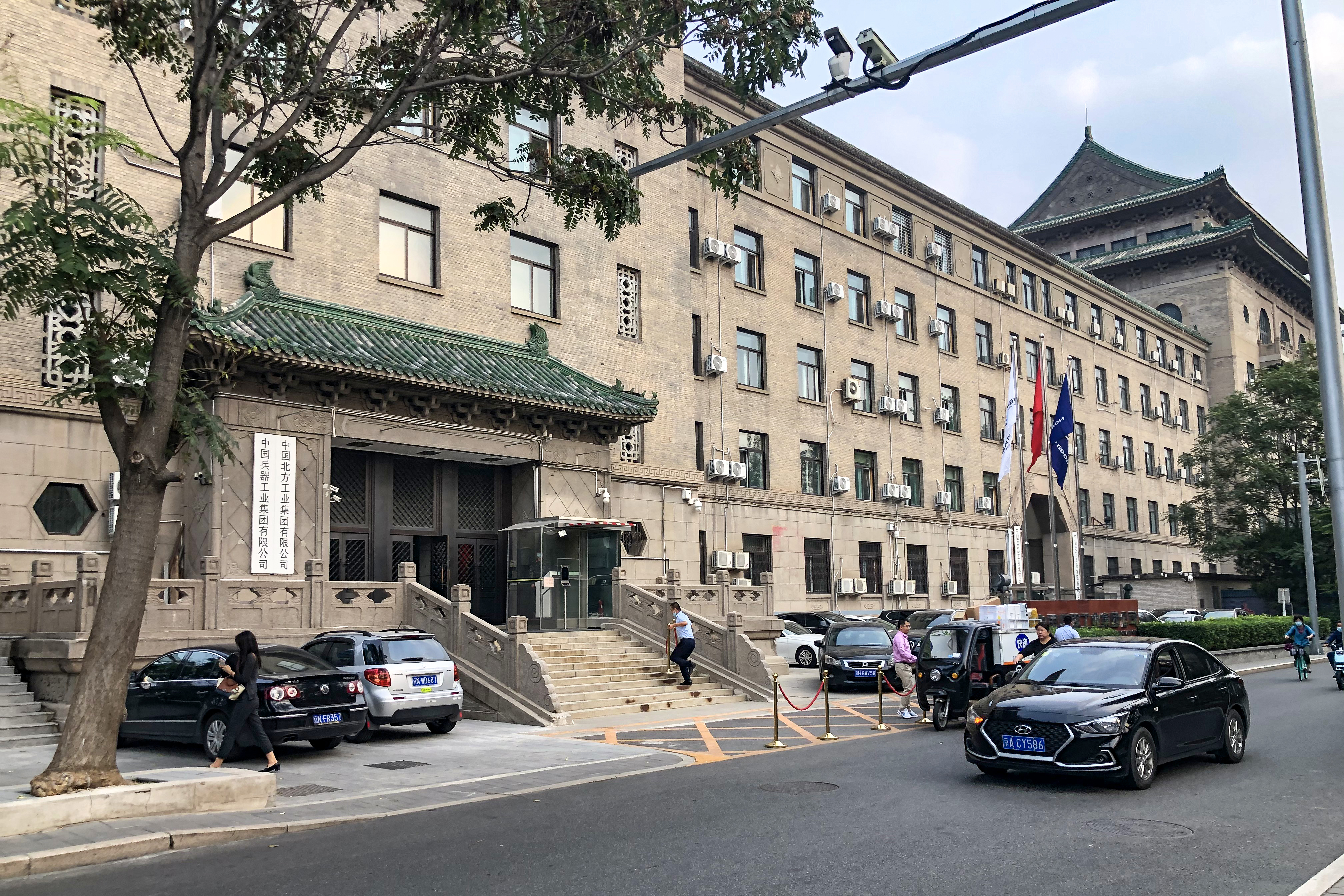
Hauptsitz von Norinco in Xicheng

Norinco wurde 1980 mit Unterstützung der chinesischen Zentralregierung errichtet und wird kontrolliert von der staatlichen Kommission für Wissenschaft, Technologie und Industrie für Nationale Verteidigung (COSTIND). Entsprechend dem Kongressbericht von Gary Milhollin (Wisconsin Projekt für Nuklearwaffenkontrolle) besitzt Norinco Firmenbeteiligungen in den USA: Beta Chemical, Beta First, Beta Lighting, Beta Unitex, China Sports (Kalifornien), Forte Lighting, Larin und NIC International (New Jersey).
1999 bestand Norinco aus 160 Unternehmen und beschäftigte mehr als 700.000 Mitarbeiter. Es kontrollierte etwa 30 Forschungsinstitute und mehr als 200 Produktionsanlagen. Norinco ist einer der Lizenzgeber für die Waffenherstellung in Albanien, Ägypten und Pakistan u. a. Nach Angaben von Jane’s World Armies exportiert Norinco jährlich für 2 Milliarden USD Schusswaffen, von denen ca. 70 % für den zivilen Gebrauch bestimmt sind.
Seit März 2012 gehört der deutsche Autozulieferer Kiekert einer Untergruppe des Norinco-Konglomerats, der HeBei LingYun Industrial Group Corporation Ltd. mit Hauptsitz Peking.
Bei einem Test von Norinco im Januar 2019 wird von einem strategischen Bomber vom Typ Xian H-6 auf einem unbekannten Testgelände die bisher in China größte nichtnukleare Fliegerbombe abgeworfen. Diese fünf bis sechs Meter lange konventionelle Bombe ist vergleichbar mit der US-amerikanischen MOAB (GBU-43/B) (auch bekannt als mother of all bombs – „Mutter aller Bomben“) oder der größeren russischen Vater aller Bomben (АВБПМ), bei denen es sich auch um Aerosolbomben handelt.
In Deutschland ist Norinco unter anderem durch die Konzerntochter Norconia GmbH mit Sitz in Rottendorf vertreten. Norconia wurde 1988 gegründet und ist alleiniger Handelsvertreter für Norinco in Europa. In Zusammenarbeit mit lokalen Händlern werden Luftdruck- und Feuerwaffen aus chinesischer Produktion in Europa vertrieben.

## Produkte
Norinco produziert Fahrzeuge aller Art (Lkw, Pkw und Motorräder), Maschinen, opto-elektronische Geräte, Ausrüstung für Erdölfelder, Chemikalien, Explosivstoffe, leichte Industrieprodukte, zivile und militärische Waffen und Munition. Die chinesische Firma ist auch im Bereich ziviler Konstruktionsbauprojekte tätig. Unter anderem gehört der Weltmarktführer für Türschlosssysteme für Personenkraftwagen Kiekert aus Heiligenhaus (Nordrhein-Westfalen) zum Norinco-Konzern.

Norinco ist weltweit auch außerhalb von China bekannt für ihre Waffentechnik (einige sind Nachbildungen bzw. Kopien sowjetischer Systeme). Hergestellt werden vor allem: taktische Waffensysteme für Heer, Luftwaffe und Marine, strategische bzw. Langstrecken-Waffensysteme, Handfeuerwaffen und Nachtsichtgeräte. Preis und Fertigungsqualität von Handfeuerwaffen haben den Ruf, eher im unteren Bereich zu liegen. Eine Übersicht der von Norinco gefertigten Waffen findet sich in Liste der Handfeuerwaffen, Abschnitt Norinco.

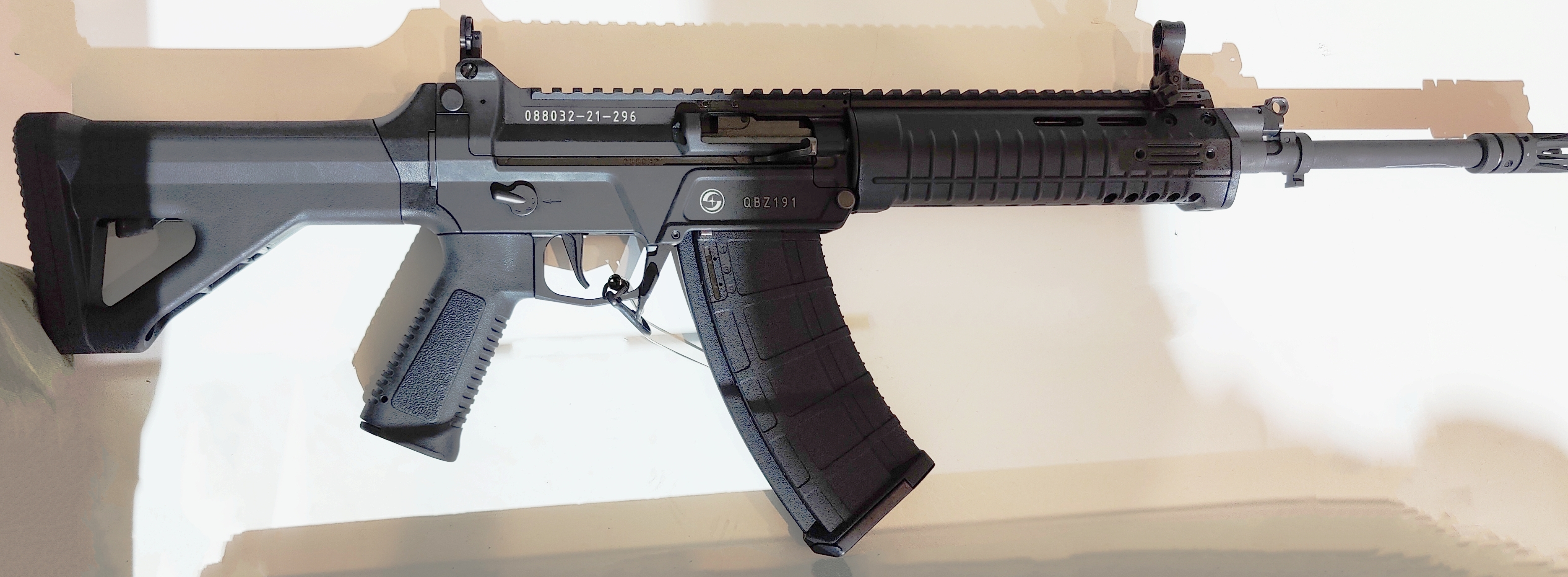
QBZ-191
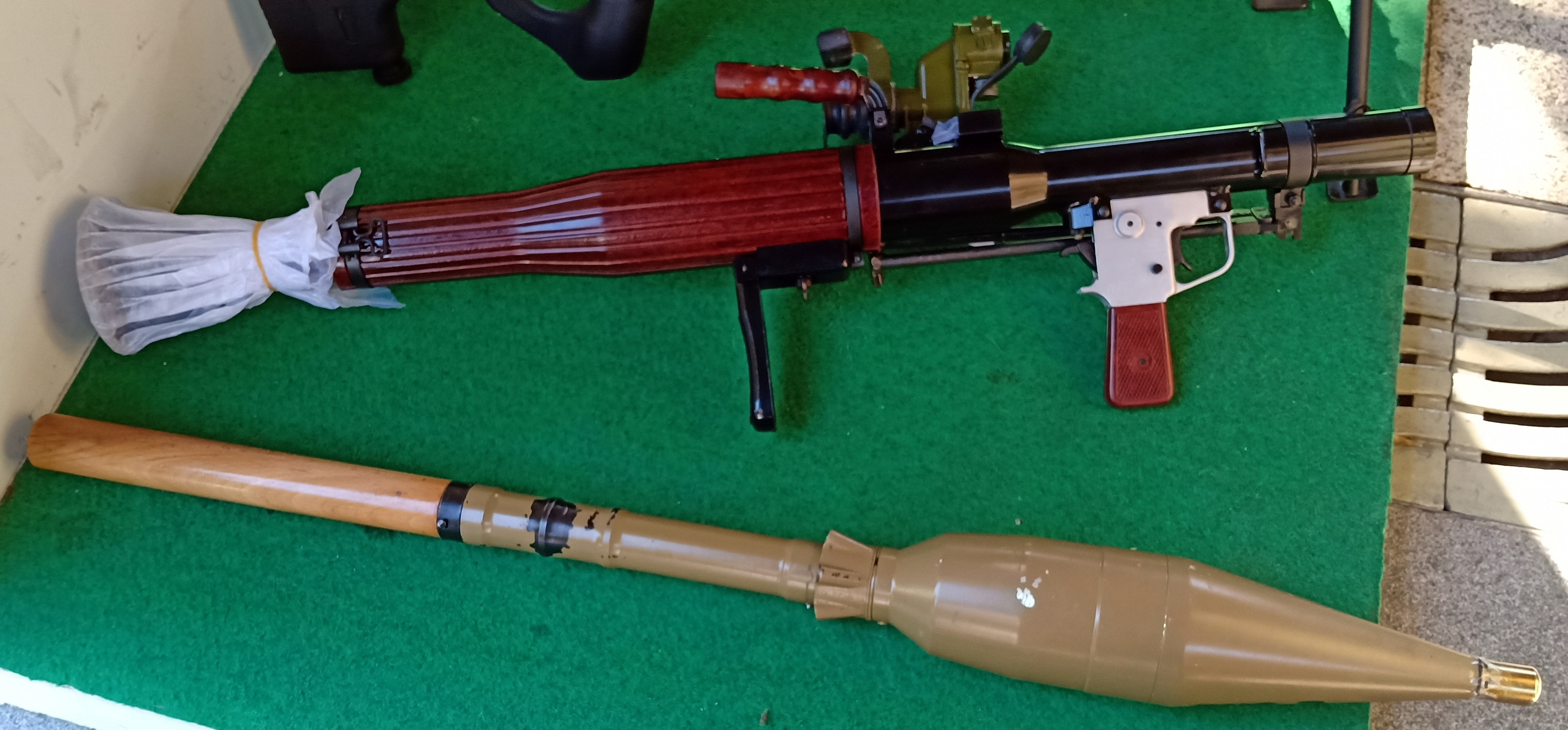
Typ 69 RPG
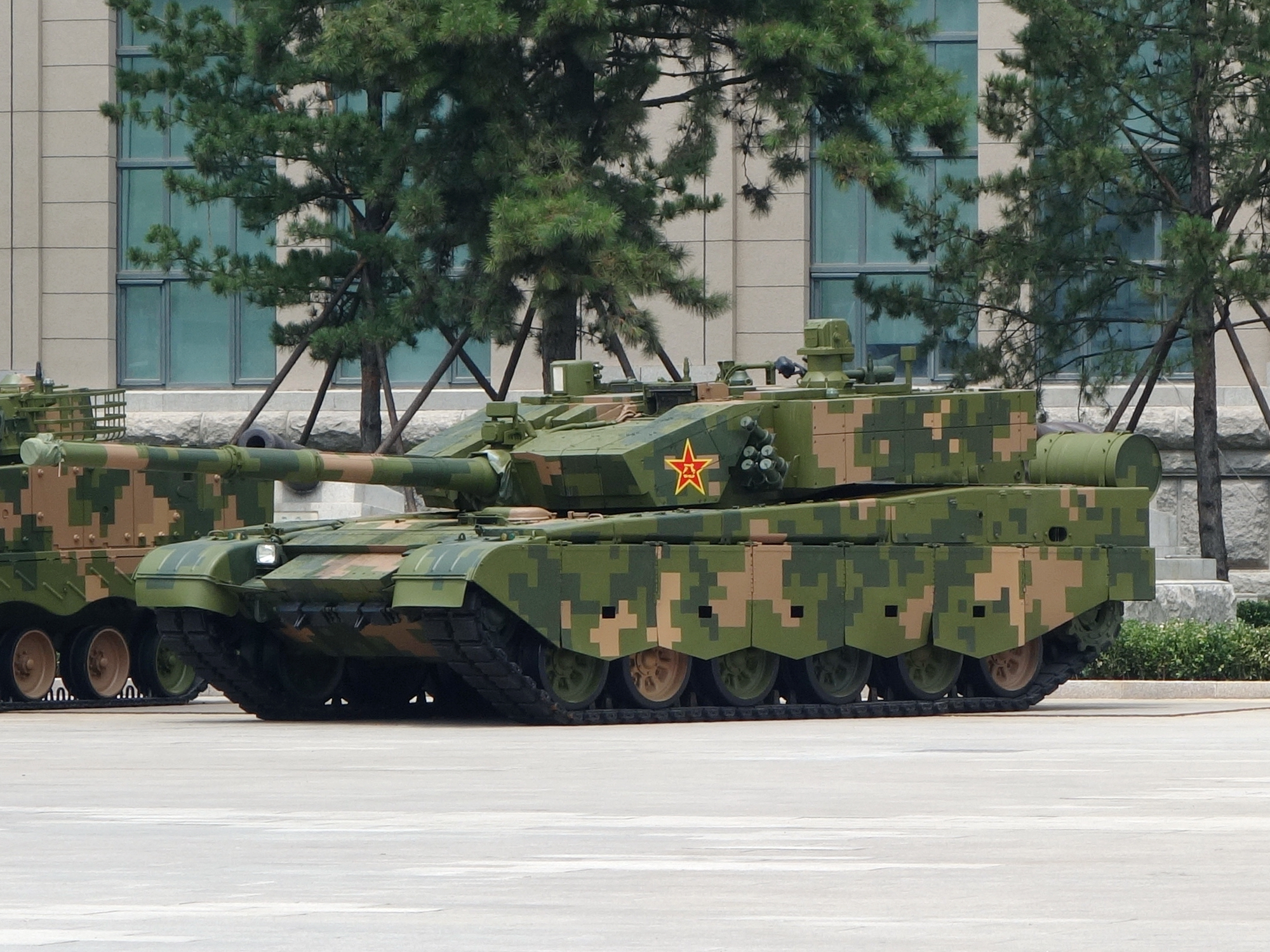
Kampfpanzer Type 99A (ZTZ-99A)

## Kritik
Die Produkte werden auch in eine Vielzahl von Ländern exportiert, die gegen Völkerrecht verstoßen. Die in diesem Zusammenhang ausgesprochenen internationalen Embargos werden jedoch von der chinesischen Regierung ignoriert oder insoweit kein Embargo existiert, werden kaum völkerrechtliche Maßstäbe angesetzt.